# Saulcy JU
| JU ist das Kürzel für den Kanton Jura in der Schweiz. Es wird verwendet, um Verwechslungen mit anderen Einträgen des Namens Saulcy zu vermeiden. |

Saulcy ist eine politische Gemeinde im Distrikt Delémont des Kantons Jura in der Schweiz.

## Geographie
Saulcy liegt auf 910 m ü. M., 16 km westsüdwestlich des Kantonshauptorts Delémont (Luftlinie). Das Dorf erstreckt sich auf einem Jurakamm am Nordostrand der Höhen der Freiberge (französisch Franches-Montagnes).
Die Fläche des 7,9 km² grossen Gemeindegebiets umfasst den breiten Kamm der Höhe von Saulcy und reicht im Norden den Hang hinunter, zum Teil bis an den Lauf des Tabeillon, einen linken Seitenbach der Sorne. Im Osten erstreckt sich das Gebiet bis zur Höhe des Jolimont, auf dem mit 1010 m ü. M. der höchste Punkt der Gemeinde erreicht wird. Der Südteil der Fläche wird von den tief eingeschnittenen Tälern Combe des Beusses und Combe Montjean eingenommen. Von der Gemeindefläche entfielen 1997 3 % auf Siedlungen, 50 % auf Wald und Gehölze und 47 % auf Landwirtschaft.
Zu Saulcy gehören der Weiler  La Racine, 913 m ü. M., auf dem Höhenrücken östlich von Saulcy, sowie mehrere Einzelhöfe. Nachbargemeinden von Saulcy sind Lajoux, Saint-Brais und Haute-Sorne im Kanton Jura sowie Rebévelier im Kanton Bern.

## Bevölkerung
Mit 273 Einwohnern (Stand 31. Dezember 2023) gehört Saulcy zu den kleineren Gemeinden des Kantons Jura. Von den Bewohnern sind 97,0 % französischsprachig und 2,7 % deutschsprachig (Stand 2000). Die Bevölkerungszahl von Saulcy belief sich 1850 auf 299 Einwohner, 1900 auf 256 Einwohner. Im Verlauf des 20. Jahrhunderts pendelte die Einwohnerzahl stets im Bereich zwischen 220 und 280 Personen.

## Wirtschaft
Die Gemeinde ist noch vorwiegend landwirtschaftlich geprägt. Es gibt nur wenige Arbeitsplätze ausserhalb des landwirtschaftlichen Sektors im Dorf. Viele Erwerbstätige (ungefähr 60 %) sind deshalb Wegpendler und arbeiten vor allem in der Region Delémont.

## Verkehr
Saulcy liegt abseits der bedeutenden Verkehrswege. Das Dorf ist durch eine Buslinie, die auf der Strecke Glovelier – Tramelan fährt, an den öffentlichen Verkehr angebunden.

## Geschichte

Luftbild (1955)

Erste Erwähnung findet Saulcy 1327 als Sacis; der Weiler Racine wurde bereits 1181 erstmals genannt. Das Territorium von Saulcy war Teil des Fürstbistums Basel. Im Dreissigjährigen Krieg wurde der Ort schwer in Mitleidenschaft gezogen. Saulcy gehörte bis 1793 zu Glovelier, danach wurde es unabhängig. Von 1793 bis 1815 gehörte der Ort zu Frankreich und war anfangs Teil des Département du Mont-Terrible, ab 1800 mit dem Département Haut-Rhin verbunden. Durch den Entscheid des Wiener Kongresses kam der Ort 1815 an den Kanton Bern und am 1. Januar 1979 an den neu gegründeten Kanton Jura. Seit dem Beginn des 19. Jahrhunderts hat Saulcy eine eigene Kirche und wurde damit eine unabhängige Pfarrei.

## Bilder

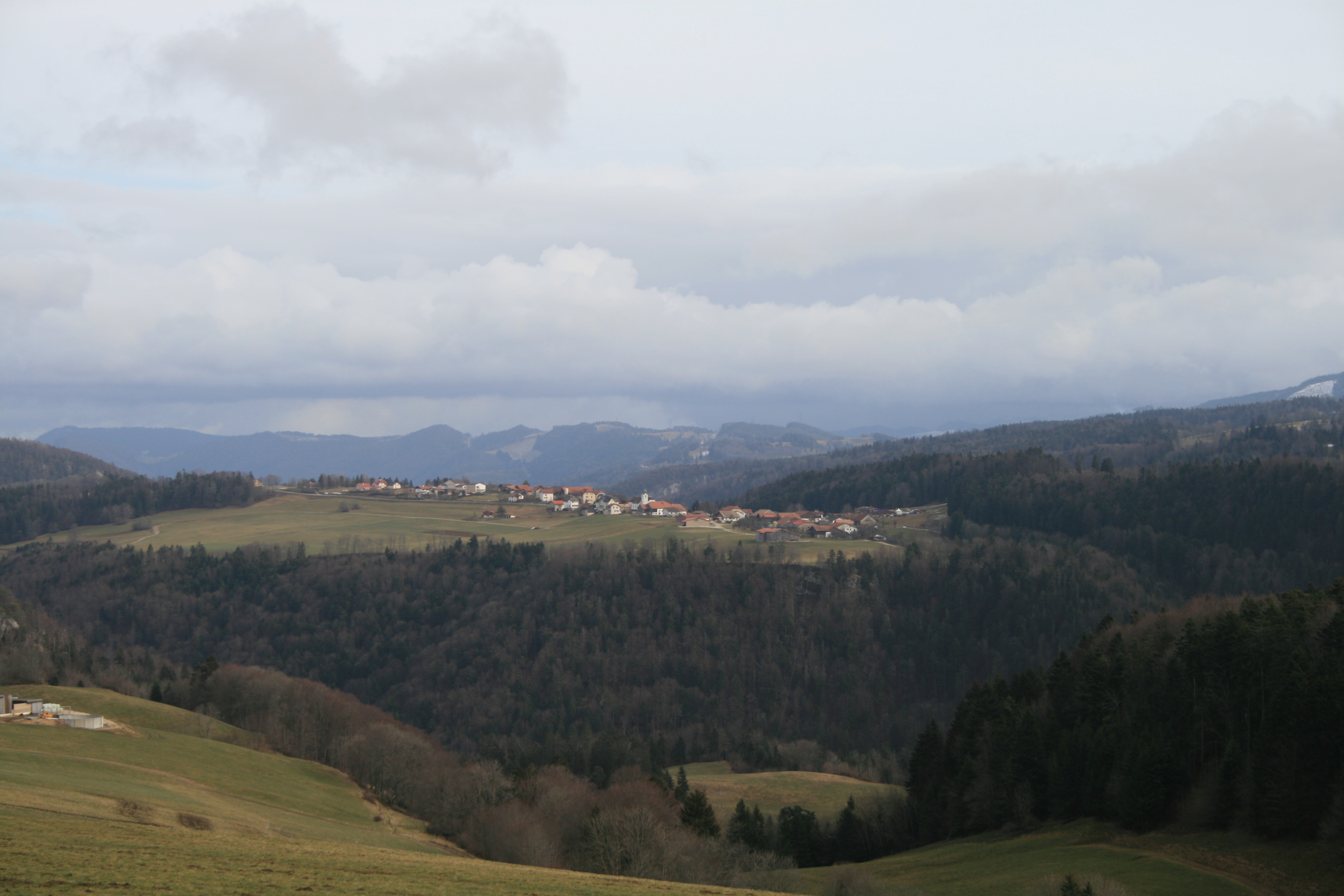
Saulcy
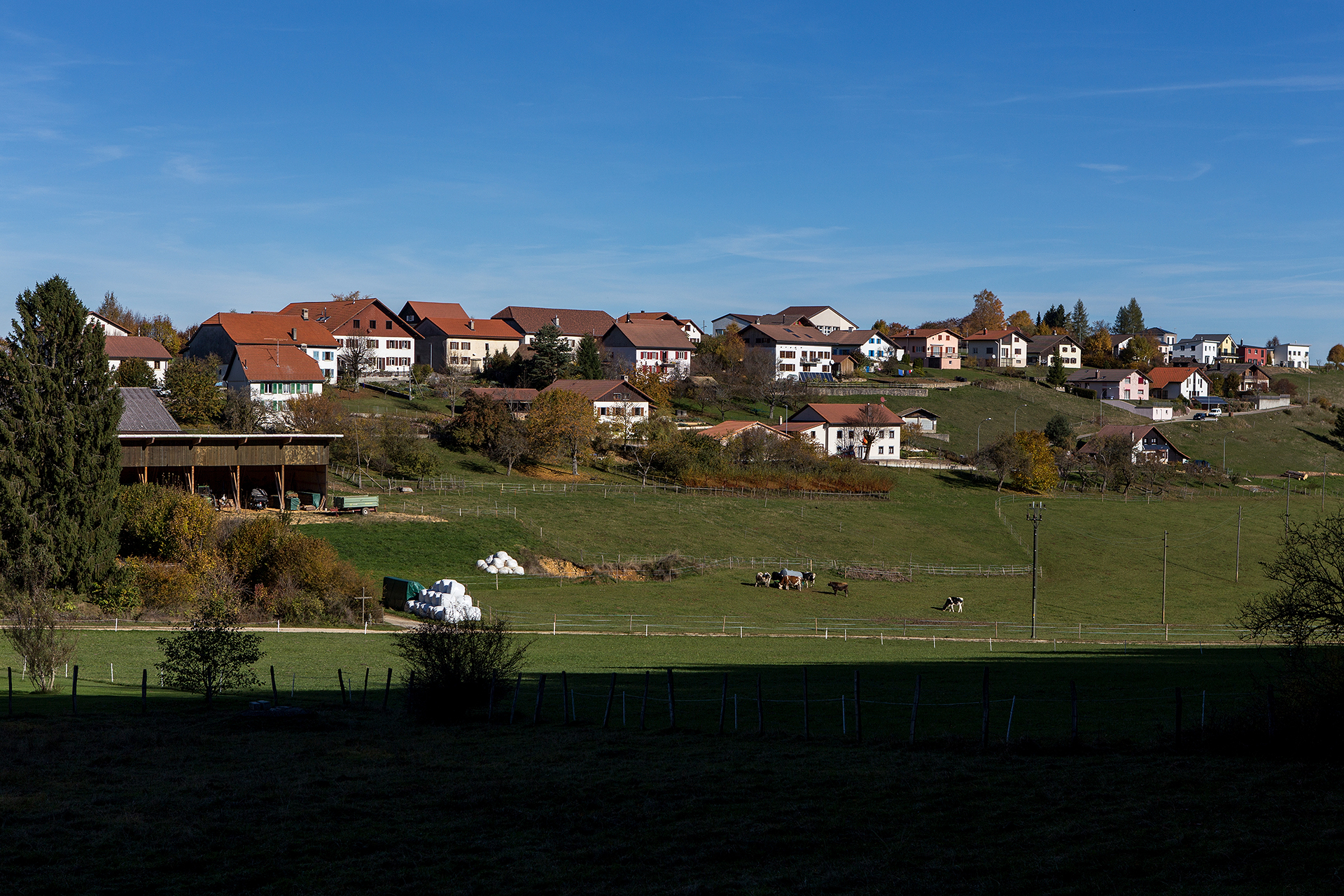
Teilansicht von Saulcy
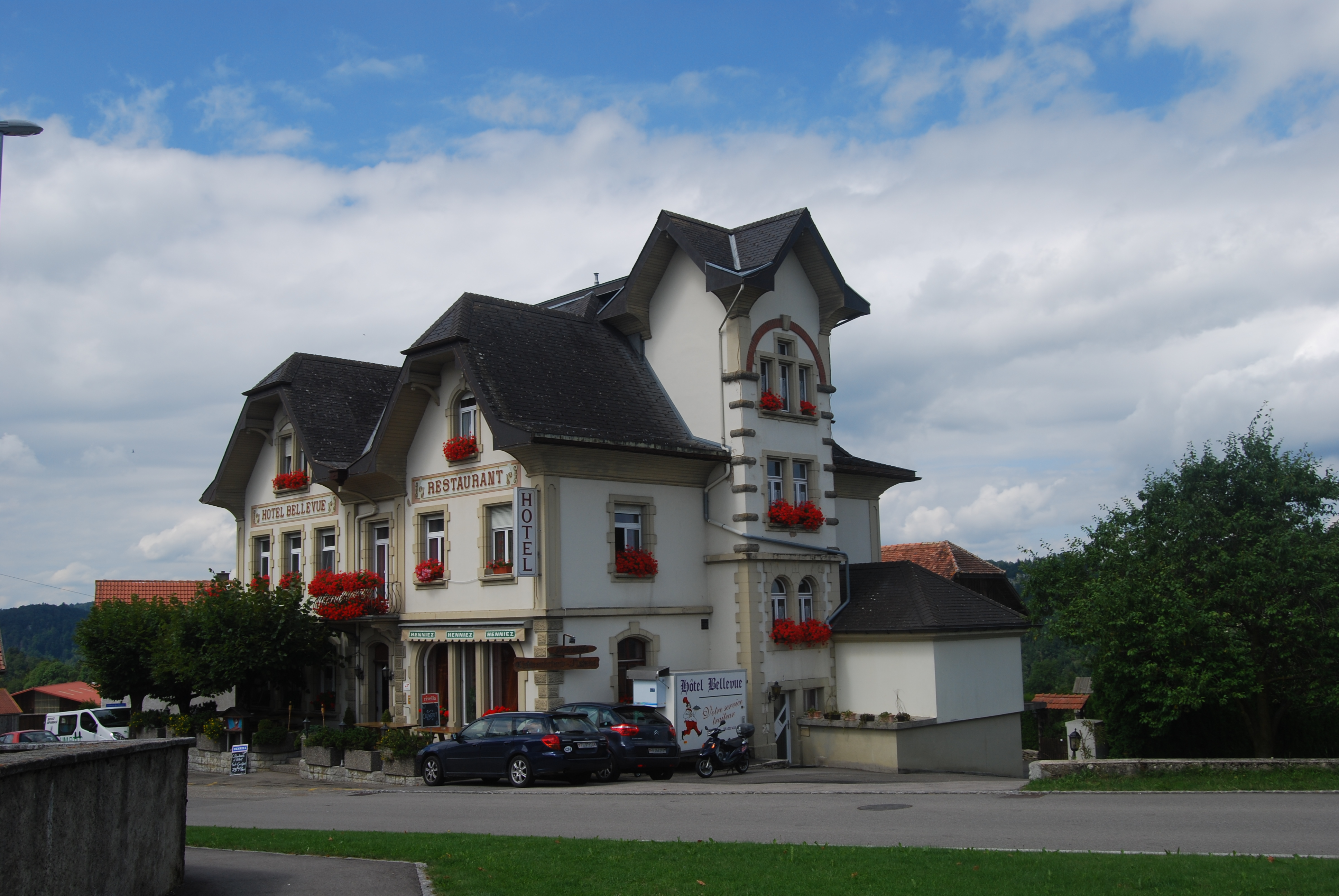
Hotel Bellevue
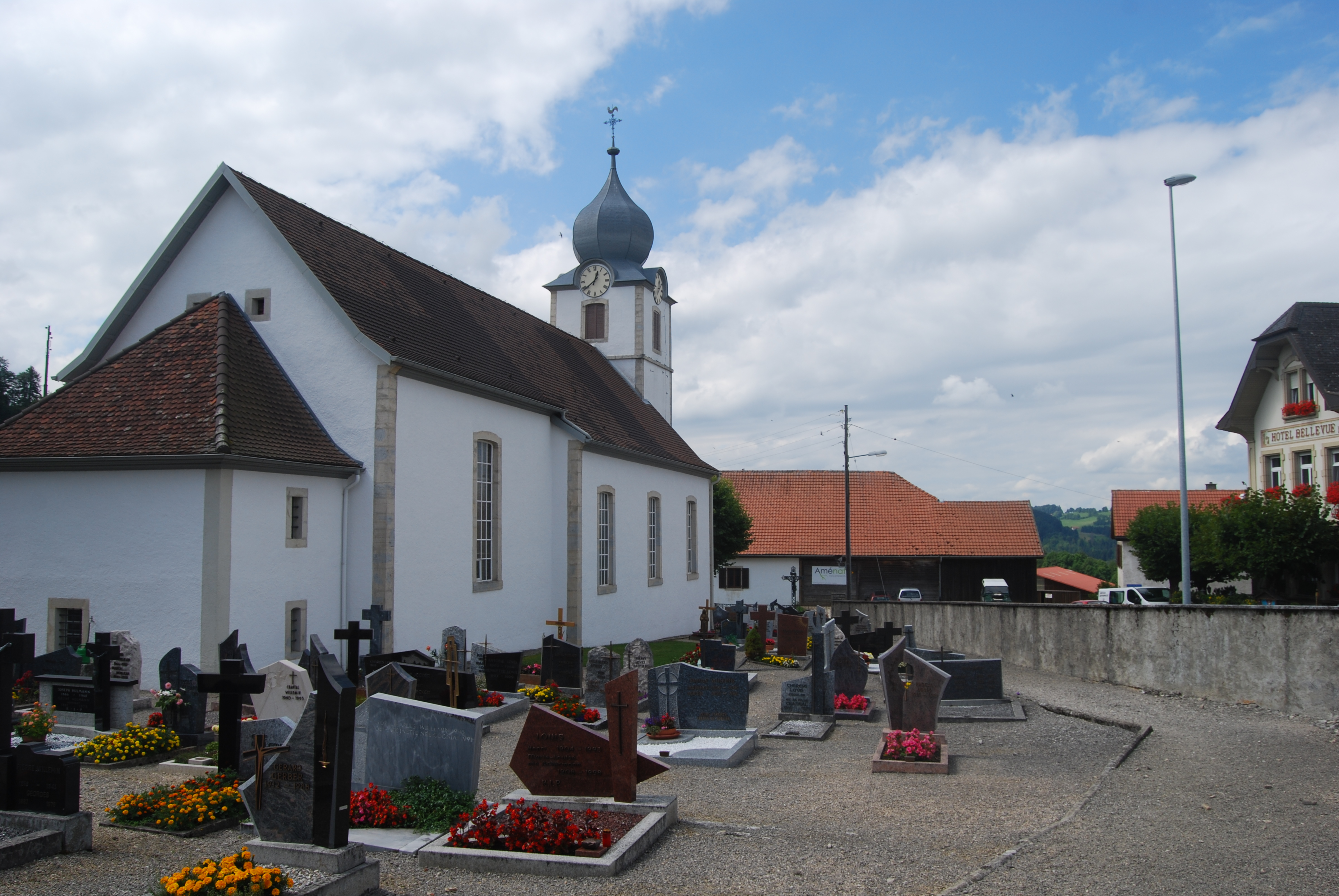
Kirche und Friedhof
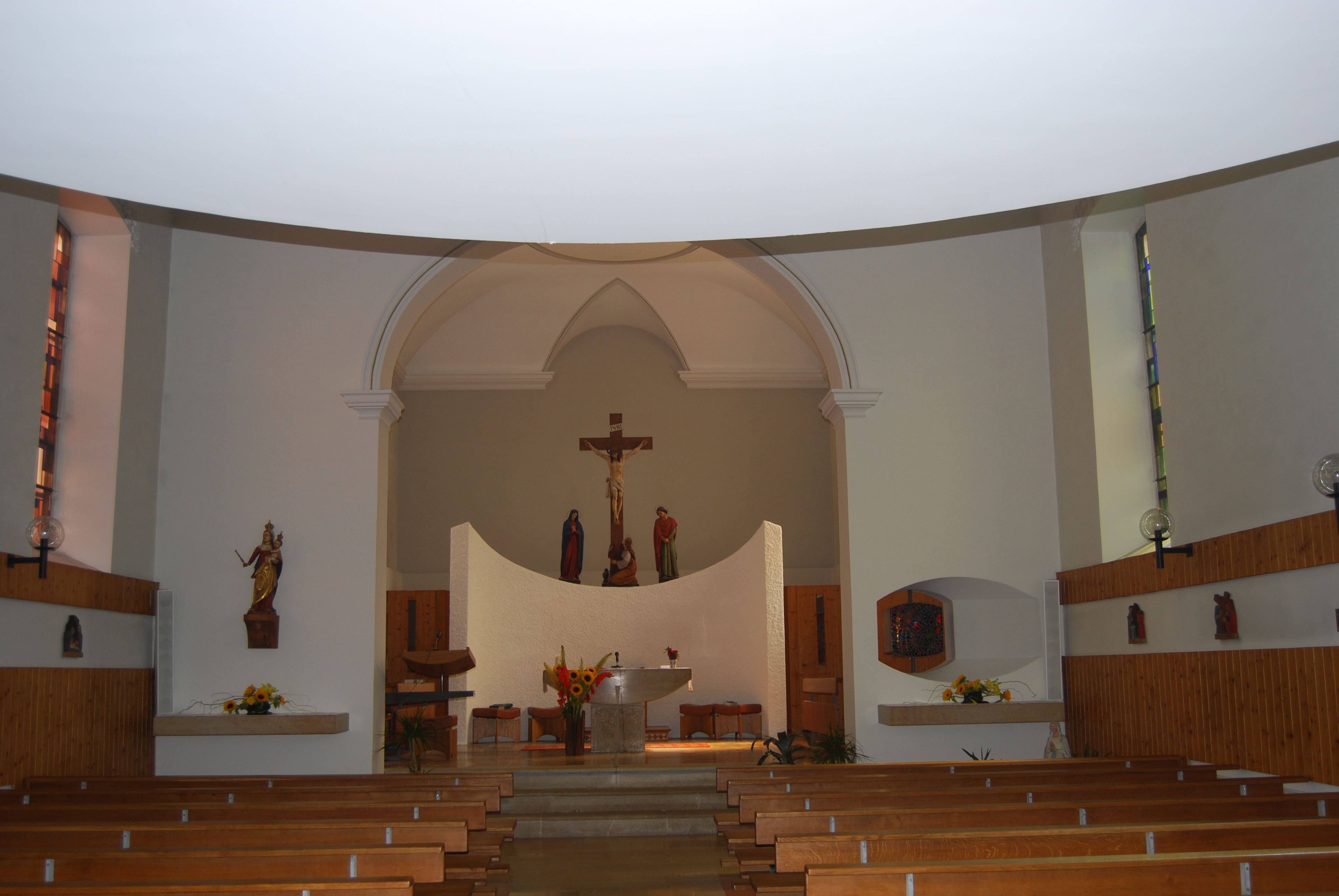
Innenansicht der Kirche
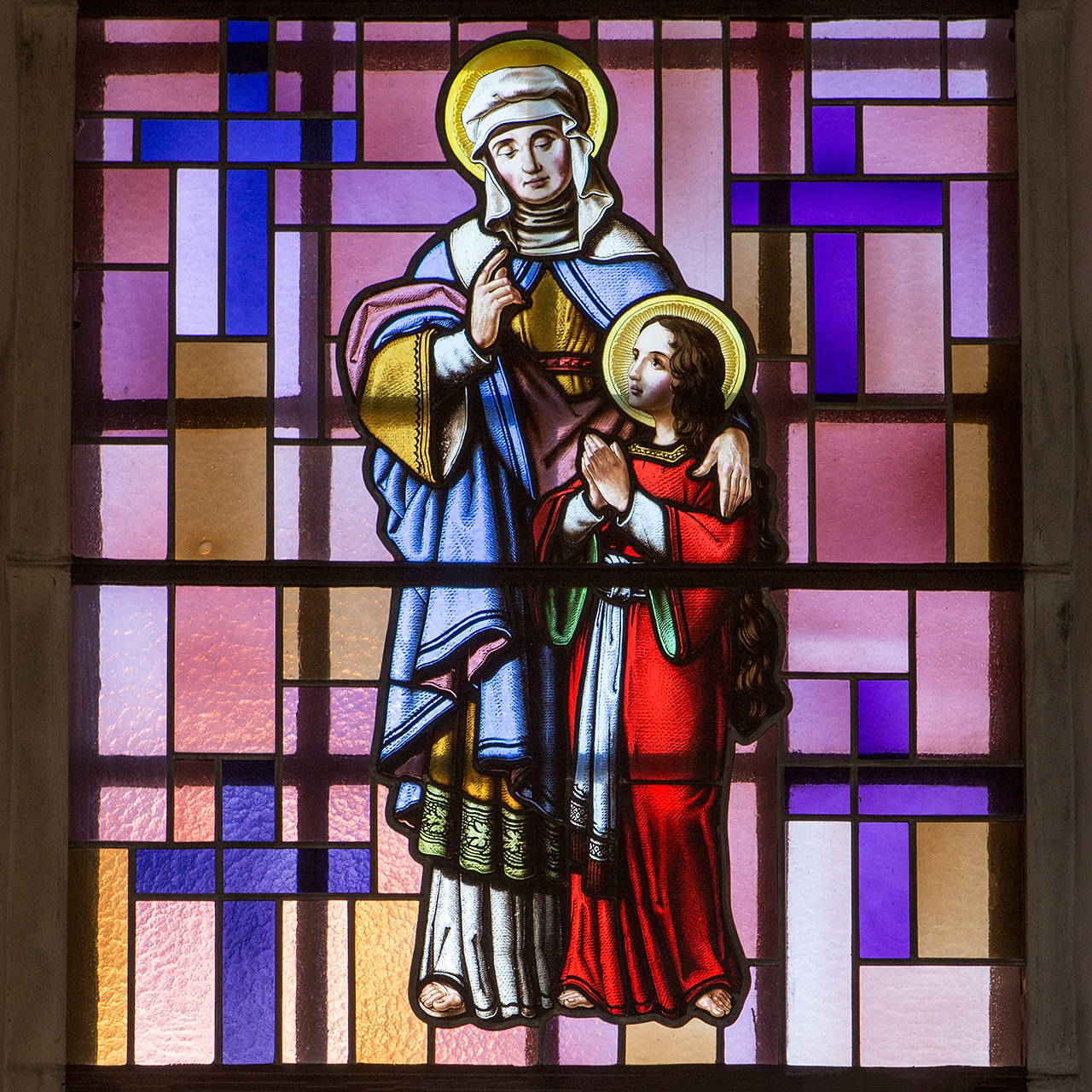
Kirchenfenster
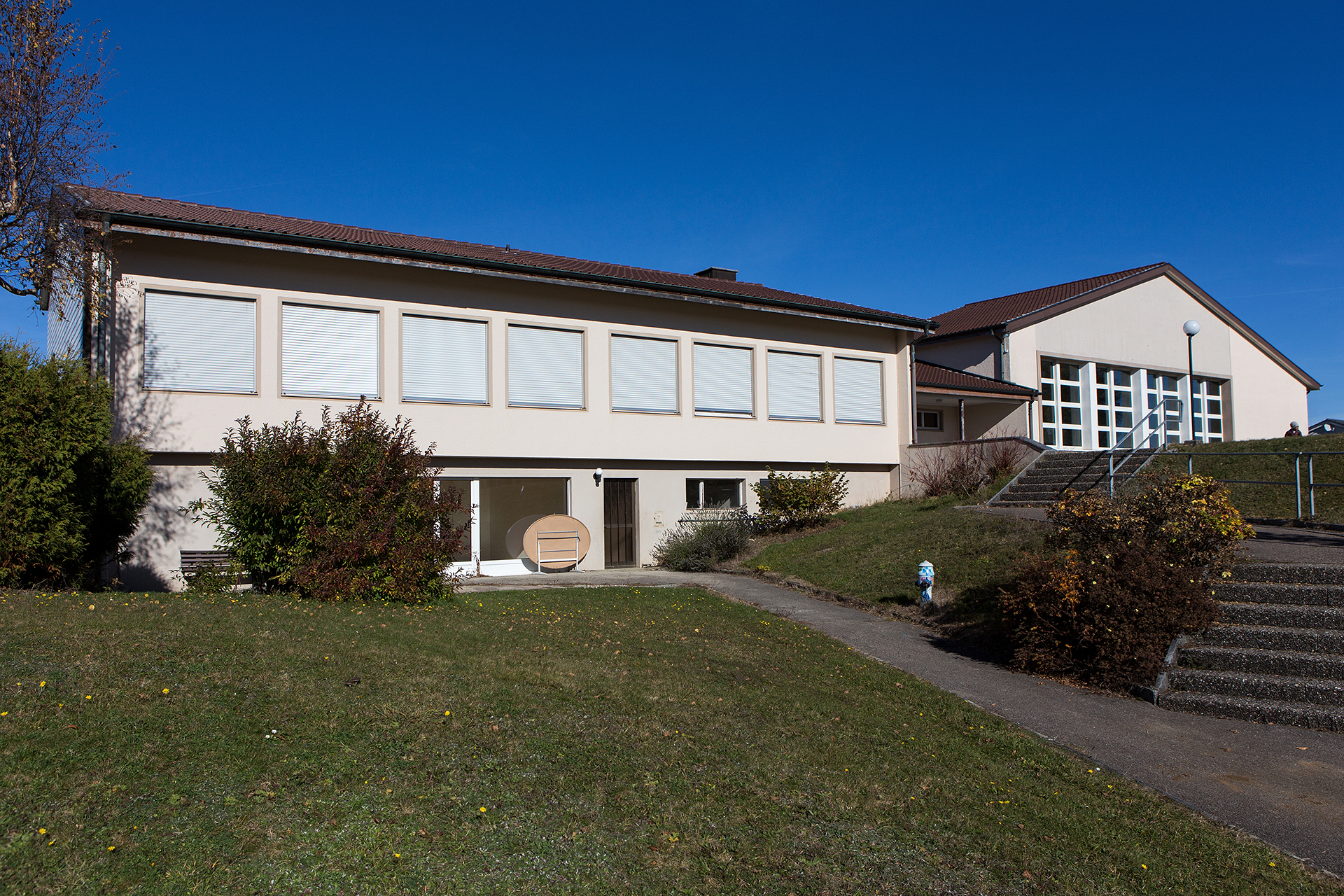
Schulhaus und Turnhalle
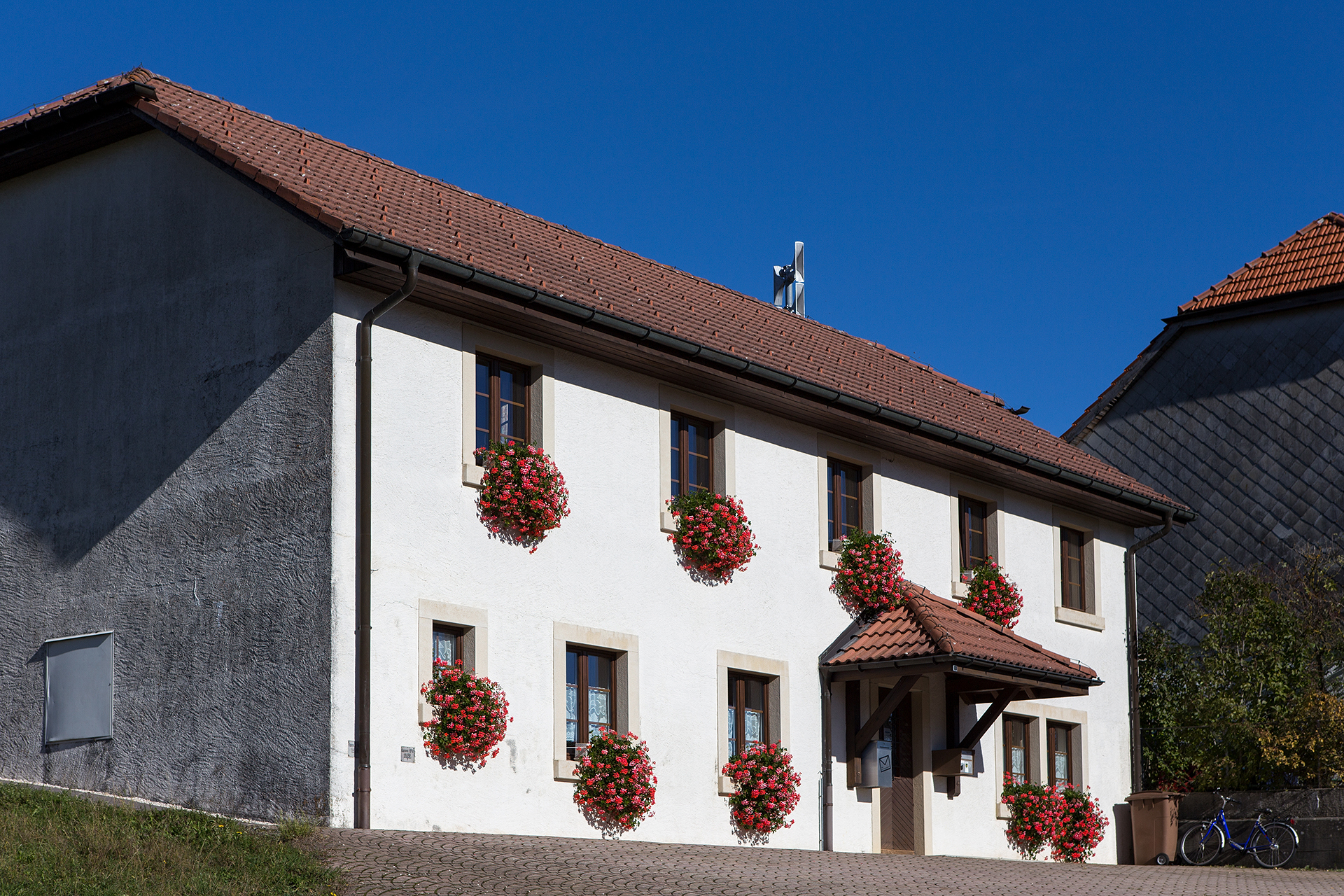
Gemeindesekretariat